# Olszanowo
Olszanowo est une localité polonaise de la gmina rurale de Rzeczenica située dans le powiat de Człuchów en voïvodie de Poméranie. Elle se trouve à environ 21 km au nord-ouest de Człuchów et 121 km au sud-ouest de la capitale régionale Gdańsk.

## Géographie

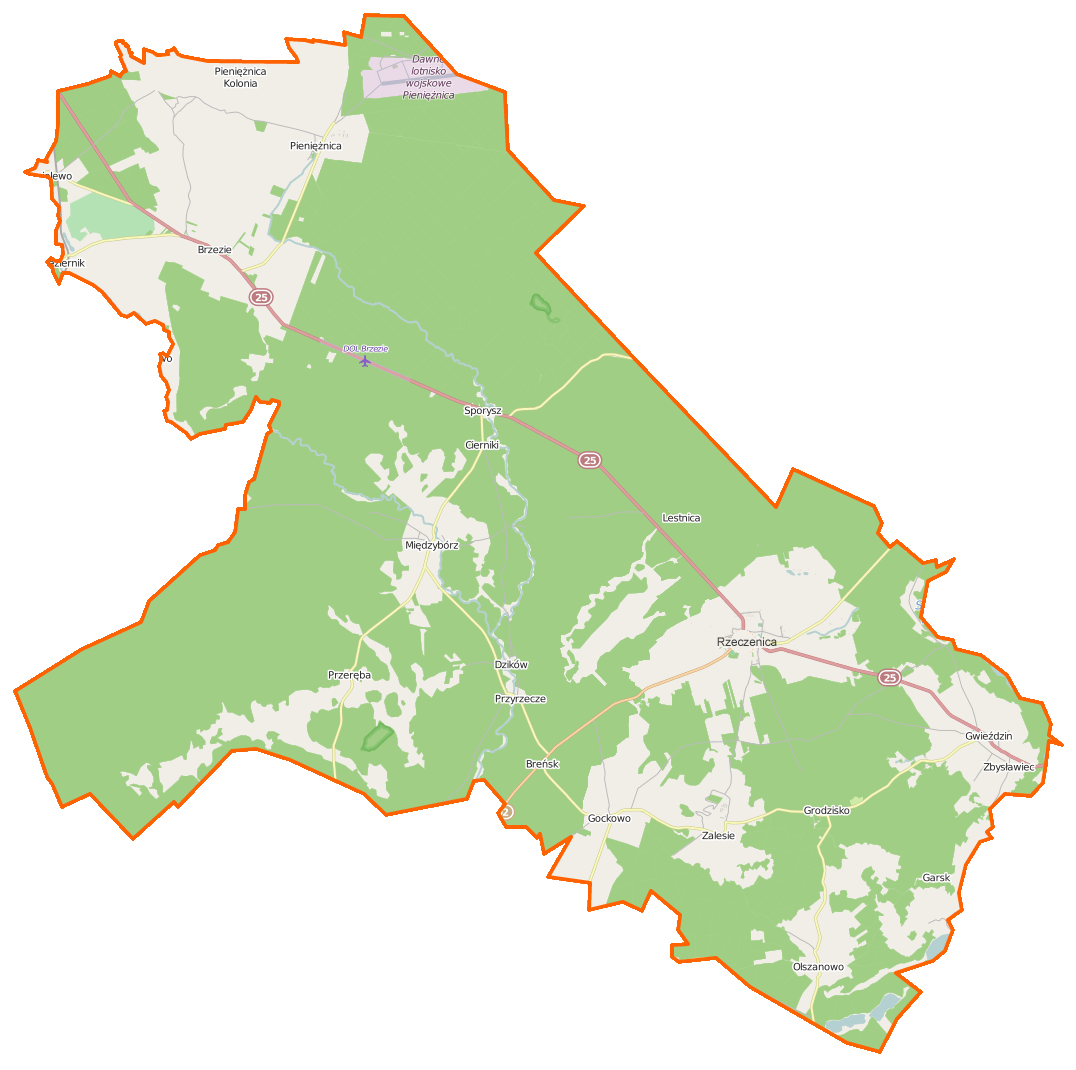
Carte de la gmina de Rzeczenica.

## Histoire
De 1818 à 1945, Elsenau fait partie de l'arrondissement de Schlochau dans le district de Marienwerder, administré par la province de Prusse-Occidentale.